# Вулиця Липова Алея
Ву́лиця Ли́пова Але́я — вулиця на межі Галицького та Сихівського районів Львова, в місцевості Снопків. Простягається від вулиці Зеленої на південний захід до вулиці Стуса. 

## Назва
Від 1936 року вулиця називалася Ліпова Алєя. На часі німецької окупації, від 1943 року — Лінденаллєє («Липова Алея»). Сучасна назва — з липня 1944 року.

## Історія
Липову алею висадив 1912 року дідич фільварку Снопків на честь 100-ліття походу Наполеона на Москву. Фільварок Снопків, який був на південний схід від теперішнього стадіону «Україна», зник у повоєнні часи. 
Залишки комплексу школи сільського господарства остаточно розібрали на межі 1970—1980-х років, нині на цьому місці, навпроти входу до західноукраїнського спеціалізованого дитячого медичного центру (вулиця Дністерська, 27) — автостоянка. 
Від початку 1960-х років на місці колишніх глиняних кар'єрів і цегелень між вулицями Липова Алея, Зелена, Стуса та Кримською заклали парк «Дружба», який у часи української незалежності перейменували на «Снопківський». 

## Забудова
У забудові вулиці Липова Алея присутній лише радянський конструктивізм 1960-х-1970-х років.
№ 5. — стадіон «Україна», збудований на початку 1960-х років, а відкриття спортивної арени відбулося 18  серпня 1963 року. До 1991 року мав назву «Дружба». У 1950-х роках на цьому місці ще працювали численні цегельні. Перші мітинги національно-демократичних сил у Львові у 1988—1989 роках проводилися на цьому стадіоні, бо він був тоді єдиним місцем, яке радянська влада визначила для масових заходів. Від 2005 року поблизу стадіону триває будівництво критого промтоварного ринку («Україна»). У 1999 році стадіон реконструювали та змінили дерев'яні лавки на пластикові крісла, чим зменшили кількість місць з 40 до 28 тисяч. Упродовж 2019—2029 років планується чергова реконструкція стадіону «Україна».
№ 9. — п'ятиповерховий житловий будинок 1960-х років, де за радянських часів був прокатний пункт.
№ 13, 15. — житловий комплекс «Липова Алея», збудований у 2016—2017 роках, на місці будівлі 1960-х років, де за радянських часів одне з приміщень займала музично-виробнича майстерня Музичного товариства, за часів незалежності були склади. В одному з приміщень новозбудованого будинку № 13 міститься медичний центр «Клініка професора С. Хміля».

## Інфраструктура
У межах запланованої реконструкції стадіону «Україна», плануються змінити організацію дорожнього руху на вулиці Липова Алея та Стуса. Вулицю Липова Алея планують розширити до трьох-трьох смуг для автомобілів, а також улаштувати серпантинний з'їзд на вулиці Стуса та окремі виїзди Дністерською, Дунайською та Раковського. Реконструкцію транспортної мережі планують виконати протягом 2024—2029 років.